# 정두리 (시인)
정두리(1947년 10월 2일 ~ )은 대한민국의 시인이자 아동문학가이다. 경상남도 마산시 태생으로 단국대학교 국문학과에서 국문학 학사학위를 받고 중앙대학교신문방송대학원 신문방송학 석사학위를 받았다.
1982년 <<한국문학>>에 시 <뜨개질>이 당선되어 문단에 등단한후 1984년 <<동아일보>> 신춘문예에 동시가 당선되었다.
1984년 제13회 새싹문학상, 1988년  한국동시문학상과 단국문화상 등을 수상하였다. 또한 2008년 동시집 <찰코의 붉은 지붕>을 수상작으로 제11회 한국가톨릭문학상을 수상하였다.

## 학력
- 성지여자고등학교
- 단국대학교 국문학 학사
- 중앙대학교신문방송대학원 신문방송학 석사

## 경력
- 1984년  동아일보 신춘문예 동시부문 당선
- 1982년  한국문학에 시 '뜨개질' 당선 문단 데뷔

## 수상
- 2008년  제11회 한국가톨릭문학상
- 2004년  제14회 방정환문학상 '동시집-애기똥풀꽃이 자꾸자꾸 피네'
- 2001년  한국어린이도서상
- 1999년  박홍근아동문학상
- 1992년  세종아동문학상
- 1988년  한국동시문학상
- 1988년  단국문학상
- 1984년  제13회 새싹문학상
- 1984년  동아일보 신춘문예 동시부문 당선
- 1982년  제10회 한국문학 신인상

## 작품
- 시집 <유리안나의 성장>    한국문학사  1979
- 시집 <겨울일기>    한국문학사  1982
- 시집 <낯선 곳에서 다시 하는 약속>    심상사  1985
- 시집 <꽃다발>    아동문예사  1985
- 시집 <바다에 이르는 길>    문학세계사  1988

‘미나리 파릇하게 데쳐/계란지단으로 띠를 두르고/나란히 접시에 오른 다음/초고추장으로 연지 찍어먹던/미나리강회//그날, 그대가/내 국그릇 앞으로/밀어 주었지요//이제/소홀한 작은 기억되어/사라진 일 되었나요?//오, 오늘 저녁/문득 생각나네요/미나리강회/푸릇한 그대의 이마.’ <정두리의 ‘미나리강회’>